# Douane (Nederland)
De Douane is een Nederlandse overheidsdienst die belast is met het toezicht op invoer, uitvoer en doorvoer van goederen in Nederland. Het gaat dan onder meer de inning van douanerechten en het aan de grens tegenhouden van verboden goederen.
De bevoegdheden van de Douane worden ontleend aan douanewetgeving zoals de Algemene Douanewet, Douane- en Accijnswet BES en aan de status van douanemedewerkers als buitengewoon opsporingsambtenaar.
De Douane werkt samen met andere overheidsdiensten waar dat toegestaan en zinvol is.
Voor de in- en uitvoer van goederen wordt samengewerkt met de Voedsel- en Warenautoriteit en de Rijksdienst voor Ondernemend Nederland, op Luchthaven Schiphol met de Koninklijke Marechaussee en in het kader van het Hit And Run Cargo-team (HARC) bestaat er een samenwerking met de FIOD, Zeehavenpolitie Rotterdam en het Openbaar Ministerie in Rotterdam.
Het HARC-team houdt zich bezig met de opsporing en vervolging van grote ondermijningsonderzoeken in en rondom de Rotterdamse haven. Het team werd ruim 25 jaar geleden speciaal opgericht om door middel van het gezamenlijk verzamelen van informatie de drugssmokkel in Rotterdam tegen te gaan. Een bijzondere rol speelt in deze samenwerking het Team Bijzondere Bijstand (TBB), het aanhoudingsteam van de Douane, waarvan de leden een strenge selectieprocedure ondergaan, extra opleidingen volgen en een zwaardere uitrusting ter beschikking hebben.
In Rotterdam heeft de Douane bovendien een duikteam en in Amsterdam een eigen laboratorium, waar producten en bagage bijvoorbeeld op hun samenstelling of sporen van drugs gecontroleerd kunnen worden.

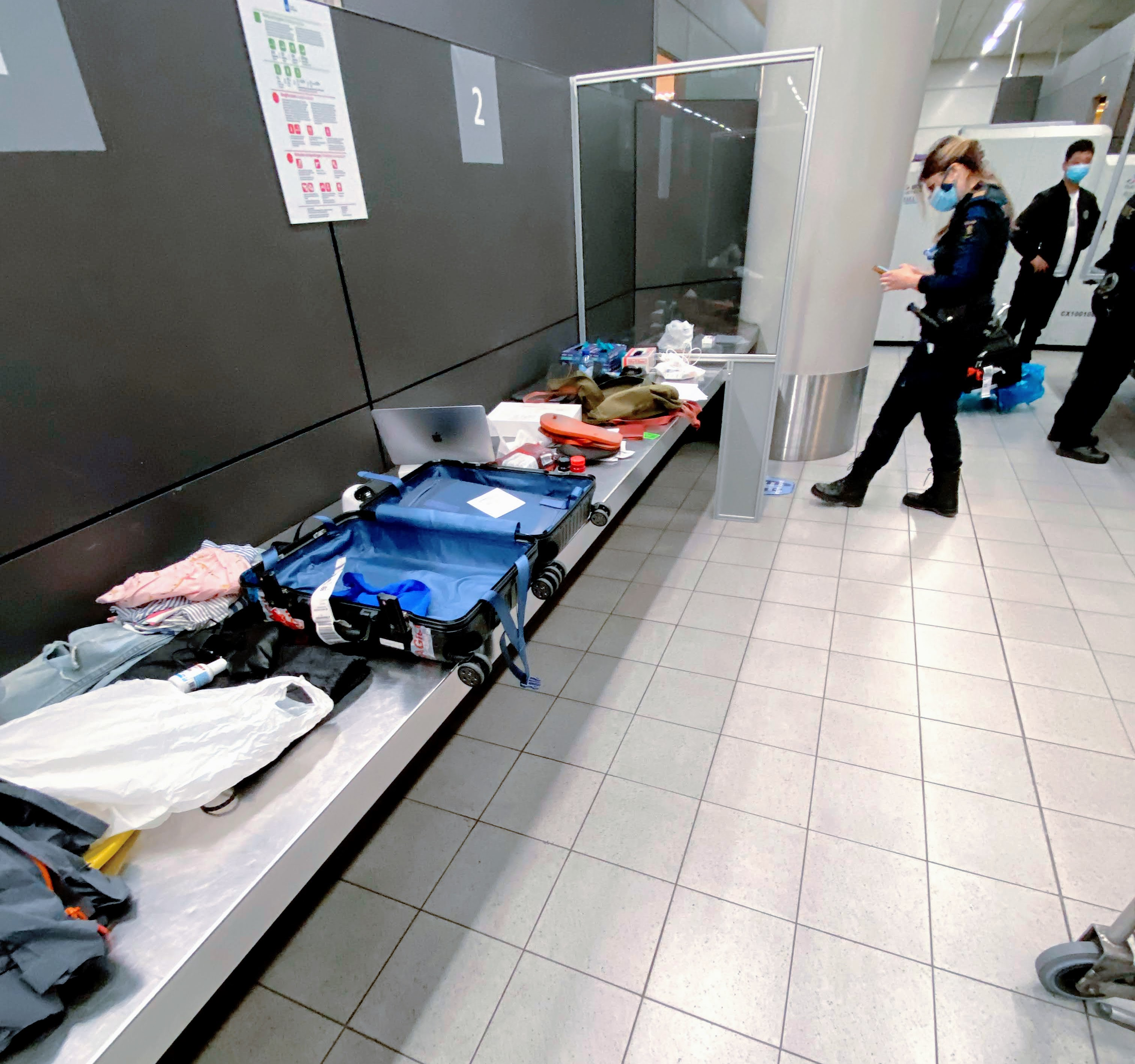
Douane visiteert kofferinhoud op Schiphol

## Zelfstandig directoraat-generaal
De Douane is sinds 1 januari 2021 een zelfstandig directoraat-generaal onder het ministerie van Financiën. Daarvoor was de Douane onderdeel van de Belastingdienst. Aan het hoofd van de Douane staat directeur-generaal Nanette van Schelven.

## Media
- Polygoonjournaal, 1947: "Smokkelen is afbraak: een reportage langs onze grenzen" (03:22)